# Susanne Langer
Susanne Langer (n. 1895, New York – d. 1985) a fost un filozof al artei american, un discipol al lui Ernst Cassirer. Cea ma cunoscută lucrare a sa este Philosophy in a New Key publicată în 1942. A studiat la Radcliffe College, după care a urmat un doctorat la Harvard University în 1926. A fost profesoară la Radcliffe, Wellesley College, Smith College, și Columbia University, Connecticut College.
1. ↑  Susanne Knauth Langer, Hrvatska enciklopedija[*]
2. ↑  Susanne K(atherina) Langer [née Knauth], Langer [née Knauth], Susanne K(atherina)[*]
3. 1 2 3  Autoritatea BnF, accesat în 10 octombrie 2015
4. 1 2  Susanne Langer, Internet Philosophy Ontology project, accesat în 9 octombrie 2017
5. 1 2  Susanne Katherina Langer, Brockhaus Enzyklopädie
6. ↑  Susanne K. Langer, Internet Speculative Fiction Database, accesat în 9 octombrie 2017
7. ↑  Susanne K. Langer, Encyclopædia Britannica Online, accesat în 9 octombrie 2017
8. ↑  Encyclopædia Britannica Online
9. ↑  CONOR.SI[*] Verificați valoarea |titlelink= (ajutor)
10. 1 2 3   https://www.cwhf.org/inductees/susanne-langer Lipsește sau este vid: |title= (ajutor)